# Neozygina veracruzensis
Neozygina veracruzensis är en insektsart som beskrevs av Dietrich och Dmitry A. Dmitriev 2007. Neozygina veracruzensis ingår i släktet Neozygina och familjen dvärgstritar. Inga underarter finns listade i Catalogue of Life.